# Дмитриевское сельское поселение (Архангельская область)
Дмитриевское се́льское поселе́ние или муниципальное образование «Дмитриевское» — упразднённое муниципальное образование со статусом сельского поселения в составе Устьянского муниципального района Архангельской области России.
Соответствовало административно-территориальной единице в Устьянском районе — Дмитриевскому сельсовету.
Административный центр — деревня Алферовская.

## География
Сельское поселение находится на юго-востоке Устьянского муниципального района. Граничит с Киземским сельским поселением.

## История
Муниципальное образование было образовано законом от 23 сентября 2004 года.
В сентябре 2022 года Дмитриевское сельское поселение и остальные поселения муниципального района были упразднены и преобразованы путём их объединения в Устьянский муниципальный округ.
Ранее здесь находились устьянские волости: Дмитриевская и Семёновская. До этого — Усть-Мехреньгская соха. В советское время Дмитриевский сельский совет входил в Черевковский район. В 1945 году был образован Усть-Киземский сельский совет. В 1951 году образован Киземский поселковый совет. В 1954 году Усть-Киземский сельсовет был присоединён к Дмитриевскому с/с.

## Население
| 2006 | 2010 | 2011 | 2012 | 2013 | 2014 | 2015 |
| ---- | ---- | ---- | ---- | ---- | ---- | ---- |
| 717  | ↗772 | ↘769 | ↘739 | ↘712 | ↘660 | ↘621 |
| 2016 | 2017 | 2018 | 2019 | 2020 | 2021 |      |
| ↘593 | ↘588 | ↘576 | ↘550 | ↘524 | ↘411 |      |

В Дмитриевской волости в 1724 году было 229 душ (мужских), в Алфёровской, где тогда был погост, — 9 душ.

## Населённые пункты
На территории поселения находились:
- Алферовская
- Армино
- Бородинская
- Великая
- Кондратовская
- Кукуево
- Куриловская
- Лущево
- Маньшинская
- Назаровская
- Тарасовская (Верхний Березник)
- Щеколдинская